# 1955년 대한민국의 영화 목록
다음은 1955년에 제작된 대한민국의 영화 목록이다.

## 목록
- 《결혼진단》
- 《구원의 애정》
- 《망나니 비사》
- 《미망인》
- 《양산도》
- 《열애》
- 《자유전선》
- 《젊은 그룹》
- 《제2의 출발》
- 《주검의 상자》
- 《춘향전》
- 《피아골》

## 참고자료
- KOFIC 영화데이터베이스